# Puente romano de Cáparra
El puente romano de Cáparra se encuentra en el municipio español de Guijo de Granadilla, en la provincia de Cáceres.
El puente fue declarado monumento Histórico-Artístico el 3 de junio de 1931,
por lo que es Bien de Interés Cultural, con categoría de Monumento.

## Descripción
Este puente sobre el río Ambroz se hallaba junto a la Vía de la Plata. Se trata de un puente de origen romano que ha sufrido distintas modificaciones a lo largo del tiempo. Se encuentra al noroeste de las ruinas de Cáparra.